# Станішівка
Станішівка (до 2009 року — Станишівка) — село в Україні, у Іванківській селищній громаді Вишгородського району Київської області. Населення становить 421 особу.

## Історія
7 (20) листопада 1917 року, відповідно до Третього Універсалу Української Центральної Ради, увійшло до складу Української Народної Республіки.
12 червня 2020 року, відповідно до розпорядження Кабінету Міністрів України № 715-р «Про визначення адміністративних центрів та затвердження територій територіальних громад Київської області», увійшло до складу Іванківської селищної територіальної громади.
19 липня 2020 року, в результаті адміністративно-територіальної реформи та ліквідації Іванківського району, село увійшло до складу новоутвореного Вишгородського району.
З кінця лютого до 1 квітня 2022 року під час російсько-української війни село було окуповане російськими військами.

## Особистості
- Мусієнко Оксентій Оксентійович (27.08.1914 — 29.10.1941) — поет — фронтовик, член Спілки письменників УРСР (1985, посмертно), автор поетичної збірки «Прагнення».
- Руденко Євген Станіславович (24.07.2003-до сих пір) - поет, автор поетичної збірки «Фільоветовий Альпісін».

## Природа
Через село тече річка Мурава, права притока Болотної.
На північ від Станішівка знаходиться село Обуховичі. З інших трьох сторін село охоплює ліс.
На околиці лісу, на південний схід від села, росте гідний уваги дуб обхватом 4,83 м.

## Галерея

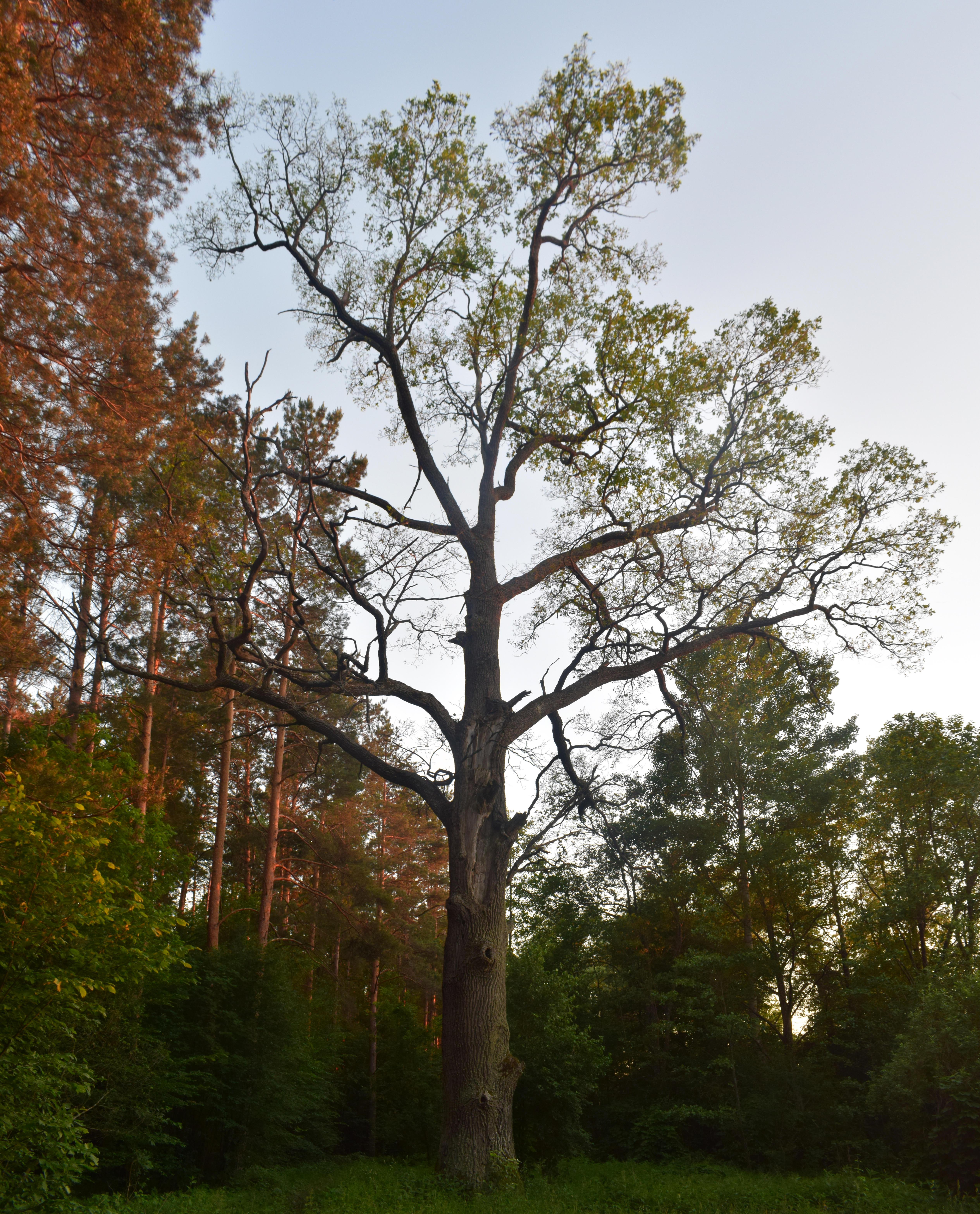
Станішівський дуб
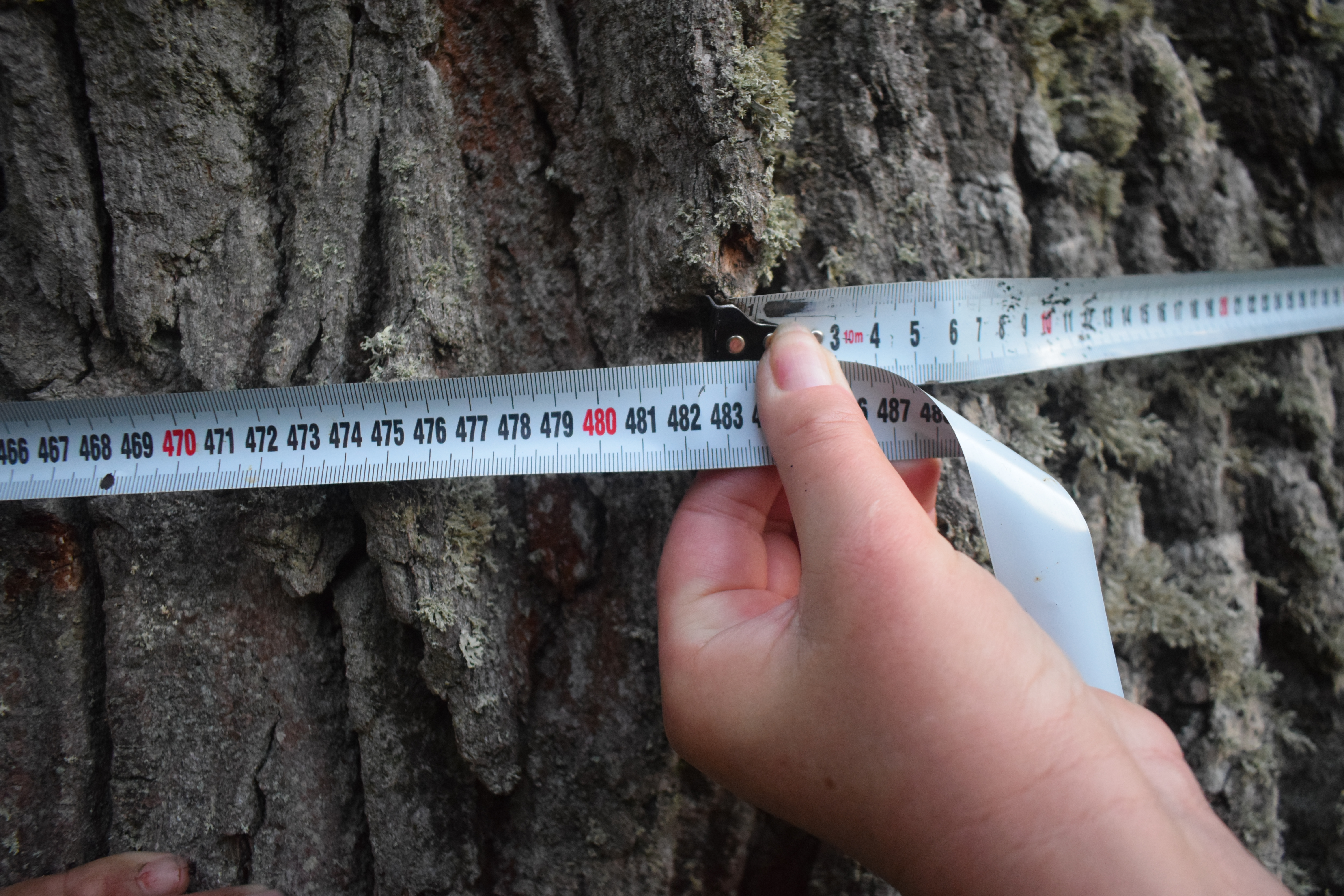
Обхват дуба